# Hayd Hayden Hubers
Hayd, eigentlich Hayden Hubers (* 2002 in Whitehall, Michigan) ist ein US-amerikanischer Musiker, Sänger und Songwriter. Seine melancholischen, klavierbasierten Popkompositionen und introspektiven Texte haben ihm weltweite Aufmerksamkeit eingebracht. Bekannt wurde er durch den viralen Erfolg seines Songs Changes im Jahr 2020 auf TikTok.

## Leben und Karriere
Hayd wuchs in Whitehall, Michigan, auf und begann während seiner Schulzeit, Musik als Mittel zur emotionalen Verarbeitung zu nutzen. Nach einer schwierigen Trennung in der Highschool schrieb er erste Songs und brachte sich Musikproduktion autodidaktisch bei, unterstützt durch Tutorials auf YouTube. Seine frühen Werke entstanden größtenteils in seinem Schlafzimmer.
2019 begann Hayd, seine Musik an Lyric-Kanäle auf YouTube zu senden, was ihm erste Aufmerksamkeit verschaffte. Sein Durchbruch gelang ihm 2020, als ein Ausschnitt seines Songs Changes auf TikTok viral ging. Der Erfolg führte zu einem Plattenvertrag mit Interscope Records. 2023 wurde Hayd als Co-Autor des Songs Daylight, performt von David Kushner, ausgezeichnet. Der Titel gewann den Grand Prize der International Songwriting Competition (ISC) und erreichte weltweit über eine Million Streams.
Im Jahr 2022 zog Hayd nach Los Angeles, um mit Künstlern wie David Kushner, Chance Peña und Jonah Kagen zusammenzuarbeiten. Im selben Jahr unternahm er eine Asientournee und trat vor über 30.000 Fans auf. 2024 veröffentlichte Hayd seine zweite EP How Close Am I? und begann eine Welttournee.
In den sozialen Netzwerken hat Hayd eine große Fangemeinde aufgebaut: Auf TikTok hat er über 450.000 Follower (Stand November 2024), während er auf YouTube mehr als 290.000 und auf Instagram über 160.000 Follower zählt. Seine Musik wurde millionenfach gestreamt, und der Song Head in the Clouds erreichte auf YouTube über 40 Millionen Aufrufe (Stand November 2024).

## Diskografie
Studioalben
- Changes (2020)

- How Close Am I? (2024)

Bekannte Singles
- Changes (2020)
- Closure (2021)
- Head in the clouds (2021)
- I Fall Apart (2024)